# Flochová
Flochová (1317 m n.p.m.) – najwyższy szczyt w grupie górskiej Gór Kremnickich w Centralnych Karpatach Zachodnich na Słowacji.
Masyw Flochovej znajduje się w północnej części najwyższej jednostki tworzącej Góry Kremnickie, tzw. Grzbietu Flochowej (słow. Flochovský chrbát). Sam szczyt nie wznosi się w głównym grzbiecie tych gór, stanowiącym wododział między dorzeczami Hronu i Turca, lecz nieco na północny zachód od niego. Oddzielony jest od położonego we wspomnianym wododziale szczytu Svrčinník płytką przełęczą, zwaną Siodłem Flochovej (słow. Sedlo Flochovej, 1297 m).
Masyw Flochovej zbudowany jest głównie z andezytów i ich piroklastyki. Szczyt Flochovej jest jedynie niewybitnym, najwyższym punktem rozległej, połogiej wierzchowiny szczytowej, ciągnącej się na przestrzeni ok. 2,5 km od szczytu Svrčinníka przez Siodło Flochovej w kierunku zachodnim, której wysokość oscyluje wokół 1300 m n.p.m. Punkt ten znajduje się w północnej części tej wierzchowiny. Od owej wierzchowiny rozbiega się promieniście kilka dość masywnych grzbietów górskich, po stronie południowej i zachodniej opadających dość łagodnie, po stronie północnej – bardziej stromo.

## Turystyka
Flochova jest odwiedzana przez turystów jedynie z tego powodu, że jest najwyższym szczytem Gór Kremnickich. Po zarośnięciu lasem większości dawnych polan i wyrębów nie oferuje już rozległych panoram – widoki są jedynie fragmentaryczne. Na szczyt wiedzie zielono znakowany szlak turystyczny:
  Čremošné – Čremošnianske sedlo – dolina Čiernej vody – Flochová. Czas przejścia 2:45 h, z powrotem 2:10 h.